# 블레이저 드라이브
블레이저 드라이브 (Blazer Drive,ブレイザードライブ, Bureizā Doraibu)는 666 사탄의 저자 키시모토 세이시의 만화이며, 잡지 월간 소년 라이벌에서 연재되었다. 세가는 또한 닌텐도 DS 게임도 동일한 스토리를 사용하여 개발했다.

## 줄거리
일본 도쿄의 미래형 스타일로 줄거리가 펼쳐진다. 사회는 그 요소들의 힘을 "미스티커"라고 알려진 아이템에 활용했고, 어떤 아이템이 사용되느냐에 따라 다양한 효과를 발휘하며, 일상적인 집안일이나 심지어 전투에도 적용할 수 있다. 주인공 다이치는 그의 형을 원망하지만 친구들과의 거래에서 위안을 찾는 어린 십대 소년이다. 다이치는 자신의 몸에 해를 끼치지 않고 자신의 피부에 미스틱을 붙일 수 있는 블레이저가 될 가능성이 있다는 것을 알게 된다. 다이치는 자신을 노리는 조직의 알려지지 않은 가해자와 또 다른 치명적인 조우 후에야 자신의 운명과 그의 형제의 운명에 대해 알게 된다. 다이치는 소중한 것을 희생하고, 새로운 각오와 자신의 강력한 "미스티커"로 위험한 탐구에 나서며 빼앗긴 것을 되찾기 위해 나선다.

## 설정

### 미스티커 (Mysticker)
미스티커는 어디에나 붙일 수 있는 특별한 힘을 가진 스티커다. 미스틱은 먼저 평평한 표면에 부착하여 활성화한 후 손가락으로 미스틱에 각인된 패턴을 추적해야 한다. 치린 미스티커들은 미스티커들의 희귀한 종류이며, 오직 5개만이 존재하며 각각의 퀴린 미스티커들이 자신의 주인을 선택한다는 소문이 있다. 블랙 카쿠탄, 화이트 사쿠메이, 블루 쇼우코, 크림슨 엔쿠, 옐로 치린으로 총 5개이다.

### 블레이저 (Blazer)
블레이저는 마이 스티커를 자신의 몸에 붙이고 그들의 힘을 조작함으로써 마이 스티커의 힘을 통제할 수 있는 초능력자들의 집단이다. 블레이저의 힘은 정신력과 집중력에서 나온다. 만약 블레이저가 그러한 능력을 마스터했다면, 그들의 힘은 최대가 되며, 스티커를 사용하고 있는 블레이저가 아닌 다른 사람은 스티커를 떼어낼 수 없다. 블레이저의 정신이 집중되지 않으면 블레이저가 다치고 스티커가 쉽게 벗겨진다.
일반적인 사람들에게 사용되는 스티커를 사용할 때 특정 영향을 주지 않는 스티커가 있으며, 블레이저에 사용할 수 있다.